# يوسف هزاع المقدادي
يوسف مقدادي (8 تشرين الثاني 1950- 3 فبراير 2008) طبيب وشاعر أردني من مواليد قرية بيت ايدس  -إربد. عاش طيلة حياته في غربة عن موطنه، إلى ان عاد قبل وفاته بعامين ليعيش في وطنه إلى ان توفي

## التعليم
تلقى تعليمه الابتدائي في مسقط رأسه وبلدته بيت ايدس، ثم انتقل لمدرسة القرية المجاورة (مدرسة كفرعوان) ليكمل التعليم الاعدادي.
حصل على منحة لاكمال دراسته الثانوية من الكلية العلمية الإسلامية في عمان والتي كانت تعتير من ارقى وأقدم مدارس الأردن في ذلك الوقت. واستطاع ان يثبت نفسه وتفوقه - وهو القروي البسيط - على اترابه من أبناء الوزراء والذوات الذين كانوا يحرصون على ارتياد هذه المدرسة لشهرتها الواسعة.و تخرج منها عام 1969 بتفوق ليلتحق بكلية الطب في جامعة بغداد.
حصل على منحة تفوق من جامعة بغداد في السنة الثانية من الدراسة ليحصل على بكالوريوس الطب والجراحة عام 1975 باعتماد كلي على نفسه ومنحته التي نالها بكل جدارة.ثم التحق ببرنامج الإقامة الطبية في قسم الأنف والأذن والحنجرة في مستشفى الجامعة الأردنية. حصل على دبلوم الأنف والأذن والحنجرة من جامعة فيينا – النمسا وزمالة الجمعية الطبية الأمريكية – فيينا، علم الأعصاب الأذنية.
كان حريصا على تطوير نفسه دائما فلم يكن للعلم حدود في نظره. فلم يتوقف عن حضور المؤتمرات والمشاركة في ورش العمل المتعلقة بالأنف والأذن والحنجرة وتحديدا بالتوازن والسمعيات.

## الإنتاج الأدبي

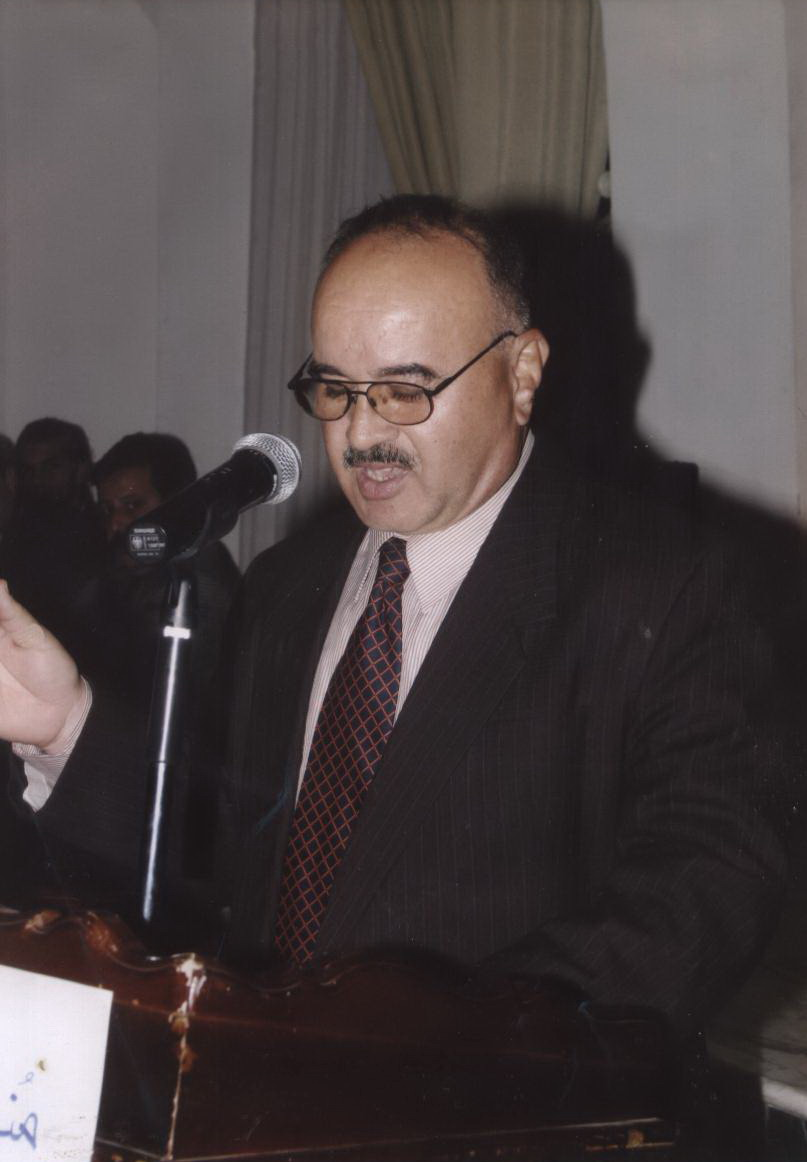
الدكتور يوسف مقدادي

صدر له ديوانان شعريان «أبوح لكم 1999» و" برقش 2007"، اتصف شعره ببراعة في استخدام التصوير، واستغلال الأقوال الـمأثورة، والحِكَم، والأمثال استغلالاً فنياً.

## الجانب العائلي
تزوج عام 1979 من السيدة رويدة العمري وله من الأبناء جمانة 1980 (حاصلة على شهادة الماجستير في الصيدلة السريرية من جامعة العلوم والتكنولوجيا الأردنية)، لبابة 1981 (حاصلة على شهادة الماجستير في علوم الحاسبات من جامعة شتوتغارت - ألمانيا), عريب 1983 (حاصلة على شهادة الماجستير في علوم الحاسبات في الجامعة الأردنية), عمر1986 (حاصل على شهادة البكالوريوس في العلوم المالية والمصرفية في جامعة اليرموك)، عرين 1988 (طالبة ماجستير تقويم النطق واللغة في الجامعة الأردنية) ومضر 1993 (طالب بكالوريوس في تخصص التقنيات الحيوية وهندسة الجينات في جامعة فيلادلفيا).

## مرضه ووفاته
أصيب بمرض نادر جدا يؤدي إلى تخثر الدم ونقص في عدد الصفائح يعرف بالإسم العلمي "Thrombotic thrombocytopenic purpura" أو اختصار بـ "TTP". حيث دخل المستشفى الإسلامي في عمان يوم الإثنين بتاريخ 21 يناير 2008، وبقي تحت العلاج إلى وافته المنية ظهر يوم السبت الموافق 3 فبراير 2008. دفن في قرية «بيت إيدس» كما طلب في قصيدة «برقش»:
 رباه قـدِّرْ أنْ أُوارى فـي مَجـنَّتـها العـذية
 فـتـظِلَّني زيتـونةٌ خـضراءُ وارفـةٌ بَهِيَّة

## التكريم
أقامت رابطة الكتاب الأردنيين حفلا أبنت فيه الشاعر يوسف مقدادي يوم الثلاثاء (23\3\2008) في قاعة الشهيد المهندس يحيى عياش في مجمع النقابات المهنية في مدينة إربد (الأردن).

## مصدر
- (جريدة الغد)
- (جريدة الرأي)

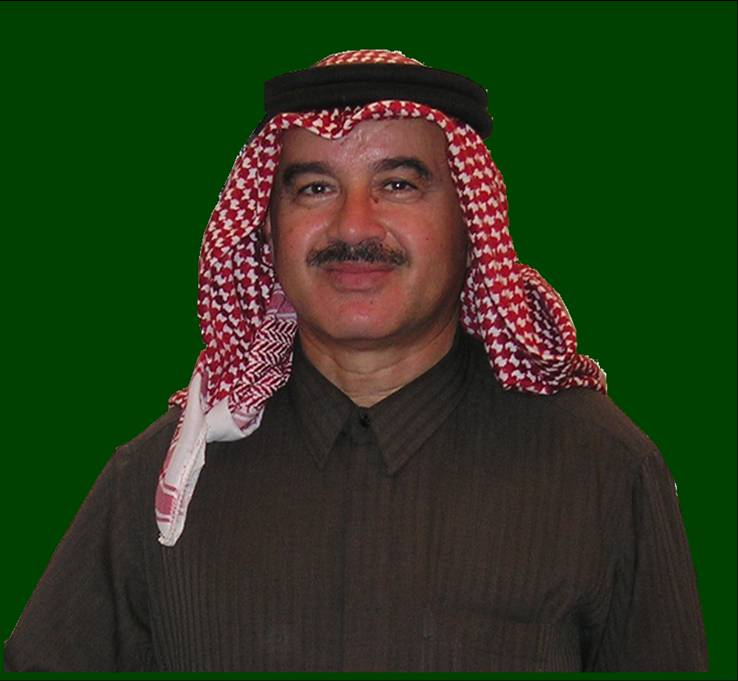
الدكتور يوسف مقدادي
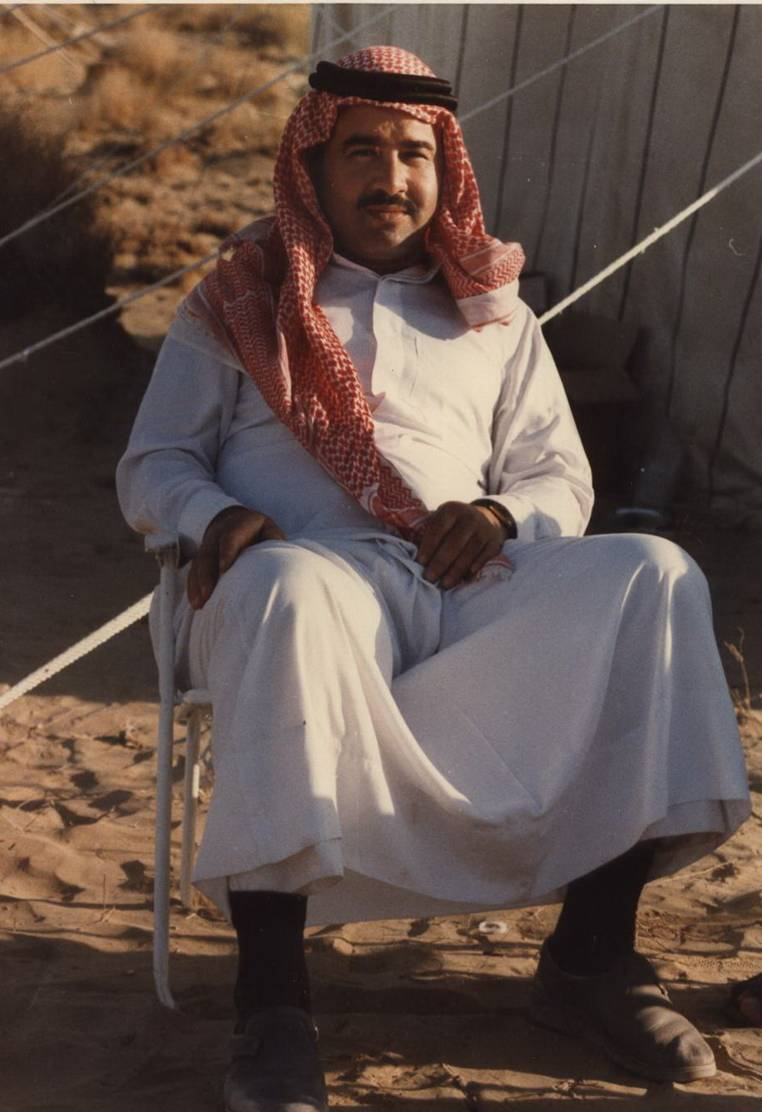
الدكتور يوسف مقدادي في رحلة صيد في الربع الخالي